# Fiat 503
La Fiat 503 est une automobile fabriquée par le constructeur italien Fiat à partir de 1926.
Reprenant la lignée des précédentes Fiat 501 et Fiat 502, elle reposait sur un châssis rallongé avec la motorisation 4 cylindres en ligne de ses devancières de 1 460 cm3 dont la puissance sera portée à 27 ch à 3 000 tours par minute.
Grande nouveauté pour l'époque, la Fiat 503 sera une des toutes premières automobiles à être dotée de freins sur les quatre roues.
Bien qu'elle ne soit restée en fabrication que deux petites années, 42 421 exemplaires ont été construits dans les différentes versions.

## La version utilitaire 503F
La robustesse légendaire du châssis de la Fiat 503 de base permit, sans aucune transformation, une utilisation  pour une version utilitaire baptisée “furgoncino” destinée à des utilisations les plus variées.
Comme pour la berline, la version utilitaire sera remplacée par la 508 Furgoncino.